# Seznam iranskih filmskih režiserjev
Seznam iranskih filmskih režiserjev.

## A
- Behrouz Afkhami
- Desiree Akhavan
- Mostafa Al Ahmad
- Ali Ahmadzade
- Kianoush Ayyari
- Shoja Azari

## B
- Bahram Beizaee (Bahram Beyzai)
- Rakhshan Bani-Etemad

## D
- Ahmad Reza Darvish
- Abolhassan Davoudi

## F
- Mehdi Fakhimzadeh
- Asghar Farhadi
- Bahman Farman-Ara
- Sepideh Farsi

## G
- Iraj Ghaderi
- Rabeah Ghaffari
- Behrooz Gharibpoor
- Bahman Ghobadi
- Akbar Golrang

## H
- Ali Hatami (1944-1996)
- Mani Haghighi
- Danial Hajibarat
- Ebrahim Hatamikia
- Hassan Hedayat

## I
- Ardeshir Irani

## J
- Mehdi Jafari
- Masoud Jafari Jozani
- Abolfazl Jalili
- Rambod Javan

## K
- Sahra Karimi (Afganistanka)
- Samuel Khachikian
- Peyman Ghasem Khani
- Abbas Kiarostami (1940-2016)
- Bahman Kiarostami
- Masoud Kimiai
- Parviz Kimiavi
- Firouzeh Khosrovani
- Esma'il Kooshan

## L
- Gholamhussein Lotfi

## M
- Mohsen Makhmalbaf
- Samira Makhmalbaf
- Madžid Madžidi
- Dariush Mehrjui
- Marzieh Meshkini (direktorica fotografije)
- Jalal Moghaddam
- Marjam Mogadam
- Siroos Moghaddam
- Rasoul Mollagholipour
- Granaz Moussavi (iransko-avstralski)

## N
- Amir Naderi
- Mana Neyestani (animator)

## P
- Džafar Panahi  1960 -
- Panah Panahi  1984 -
- Babak Payami
- Nahid Persson

## R
- Hamy Ramezan
- Mohamed (Mohammad) Ras(o)ulof 1972 -
- Saeed Roustayi 1989 -

## S
- Behtaš Sanaiha
- Barbet Schroeder (iran.-amer.)
- Abdolhossein Sepanta
- Sohrab Shahid-Sales
- Farahnaz Šarifi
- Kamran Shirdel
- Mohammad Shirvani
- Khosrow Sinaei

## T
- Hossein Tabrizi
- Kamal Tabrizi
- Nasser Taqvaei

## Y
- Shahin Yazdani
- Hassan Yektapanah

## Z
- Mona Zandi Haghighi